# Burp Suite
Burp Suite é um software desenvolvido em Java pela PortSwigger, para a realização de testes de segurança em aplicações web. O Burp Suite é dividido em diversos componentes.

## Burp Proxy
Permite inspecionar e modificar o tráfego entre o navegador e o aplicativo de destino.

## Burp Spider
Ferramenta do tipo Web crawler para realizar o rastreamento de conteúdo dentro de aplicações web.

## Burp Scanner
Ferramenta do tipo web scanner , para automatizar a detecção de vários tipos de vulnerabilidade.

## Burp Intruder
Uma ferramenta, para a realização de diversos ataques para encontrar e explorar vulnerabilidades incomuns.

## BurpRepetidor
Ferramenta, para manipular e reenviar pedidos entre o navegador e o aplicativo de destino.

## BurpSequenciador
Ferramenta, para testar a aleatoriedade de tokens de sessão.

## BurpDecodificador
Ferramenta  capaz de reconhecer e realizar a decodificação de forma inteligente de vários formatos de codificação.

## BurpComparador
Ferramenta para a realização de uma comparação entre os dados da aplicação.